# Jim Snidero
Jim Snidero (* 29. Mai 1958) ist ein US-amerikanischer Jazzsaxophonist.

## Leben und Wirken
Snidero studierte an der University of North Texas. 1981 kam er nach New York, wo er Mitglied der Band von Brother Jack McDuff wurde. Er tourte mit der Band durch die USA und wirkte an drei ihrer Alben mit. Mitte der 1980er Jahre wurde er Mitglied des Toshiko Akiyoshi Jazz Orchestra. Außerdem arbeitete er mit den Backup-Bands von Frank Sinatra und Eddie Palmieri und trat mit dem Frank Wess Sextet, dem Mel Lewis Orchestra und der Mingus Big Band auf. Weitere Musiker, mit denen Snidero arbeitete, waren Maria Schneider, Tony Bennett, Sting, Walt Weiskopf, Conrad Herwig, David Hazeltine, Mike LeDonne, Joe Magnarelli, Jim Rotondi und Michael Weiss.
Snidero nahm vierzehn Alben als Bandleader auf, u. a. für die Label Criss Cross, Milestone und Red. 2019 leitete er eine eigene Band mit Orrin Evans (Piano), Alexander Claffy (Bass) und Jonathan Barber (Drums). Zu hören ist er auch auf Brian Lynchs Album Songbook Vol. 1: Bus Stop Serenade (2021). Daneben ist er auch als Musikpädagoge aktiv. Er verfasste die Lehrbuchreihe Jazz Conception und unterrichtete an der New School, der New Jersey City University und 2006 an der Indiana University.

## Diskographie

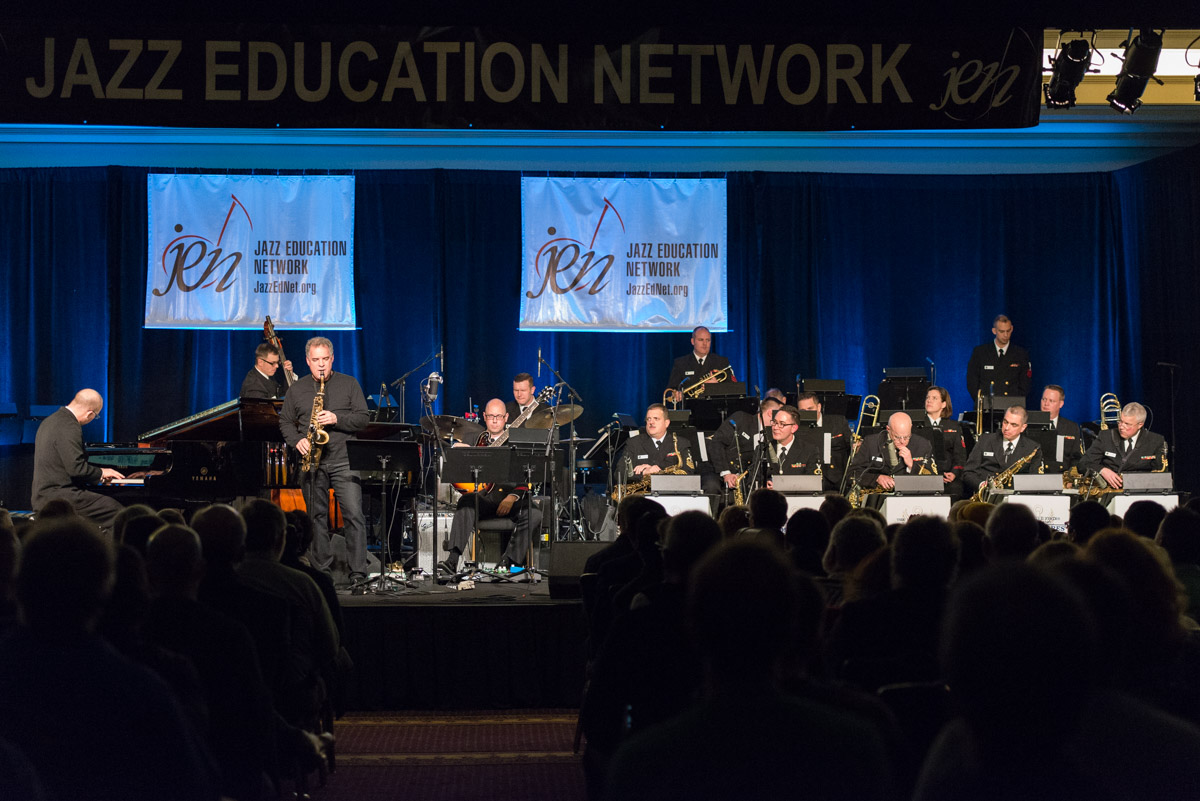
Das Jazz-Ensemble der US Navy Band Commodores bei einem Auftritt mit dem Gastkünstler Jim Snidero auf der Jahreskonferenz des Jazz Education Network in Louisvile, Kentucky 2016

- Sonority mit Peter Lehel und dem Finefones Saxophone Quartet
- Tippin'
- Strings mit Renee Rosnes, Paul Gill, Billy Drummond, Laura Seaton, Mark Feldman, Joyce Hammann, Cenovia Cummings, Paul Woodiel, Sue Lorentsen, Ralph Farris, Kenji Bunch, Thomas Urlich, Mary Wooten
- Close Up mit Eric Alexander, Dave Hazeltine, Paul Gill, Billy Drummond
- Standards mit Mike LeDonne, Dennis Irwin, Kenny Washington
- San Juan mit Tim Hagans, Kevin Hays, Dennis Irwin, Billy Hart, Steve Nelson
- Vertigo mit Walt Weiskopf, David Hazeltine, Peter Washington, Tony Reedus
- While Youre Here mit Benny Green, Peter Washington, Tony Reedus
- Blue Afternoon mit Brian Lynch, Benny Green, Peter Washington, Marvin Smitty Smith
- Urban Tales mit Tom Harrell, Marc Copland, Peter Washington, Jeff Hirschfield
- The Jim Snidero Live Quartet mit Marc Cohen, Peter Washington, Victor Lewis
- Storm Rising mit Mulgrew Miller, Peter Washington, Jeff Hirschfield
- Mixed Bag mit Brian Lynch, Benny Green, Peter Washington, Jeff Tain Watts
- One Time mit Brian Lynch, Kenny Kirkland, George Mraz, Billy Hart
- The Music of Joe Henderson
- Stream of Consciousness (2013)
- Project-K (Savant, 2020)
- Live at the Deer Head Inn (Savant, 2021)
- For All We Know (2024)

## Publikationen (Auswahl)
- Intermediate Jazz Conception Clarinet, with Audio-CD Schott Music, Mainz, advance music, 2012. ISBN 978-3-89221-215-7